# Capnia spinulosa
Capnia spinulosa är en bäcksländeart som beskrevs av Peter Walter Claassen 1937. Capnia spinulosa ingår i släktet Capnia och familjen småbäcksländor. Inga underarter finns listade i Catalogue of Life.